# روبرت بروبيكر (ممثل)
روبرت بروبيكر (بالإنجليزية: Robert Brubaker)‏ هو ممثل أمريكي، ولد في 9 أكتوبر 1916 في روبنسون في الولايات المتحدة، وتوفي في 15 أبريل 2010 في ريفرسايد في الولايات المتحدة.

## وصلات خارجية
- روبرت بروبيكر على موقع IMDb (الإنجليزية)
- روبرت بروبيكر على موقع أول موفي (الإنجليزية)
- روبرت بروبيكر على موقع قاعدة بيانات الفيلم (الإنجليزية)